# Packer

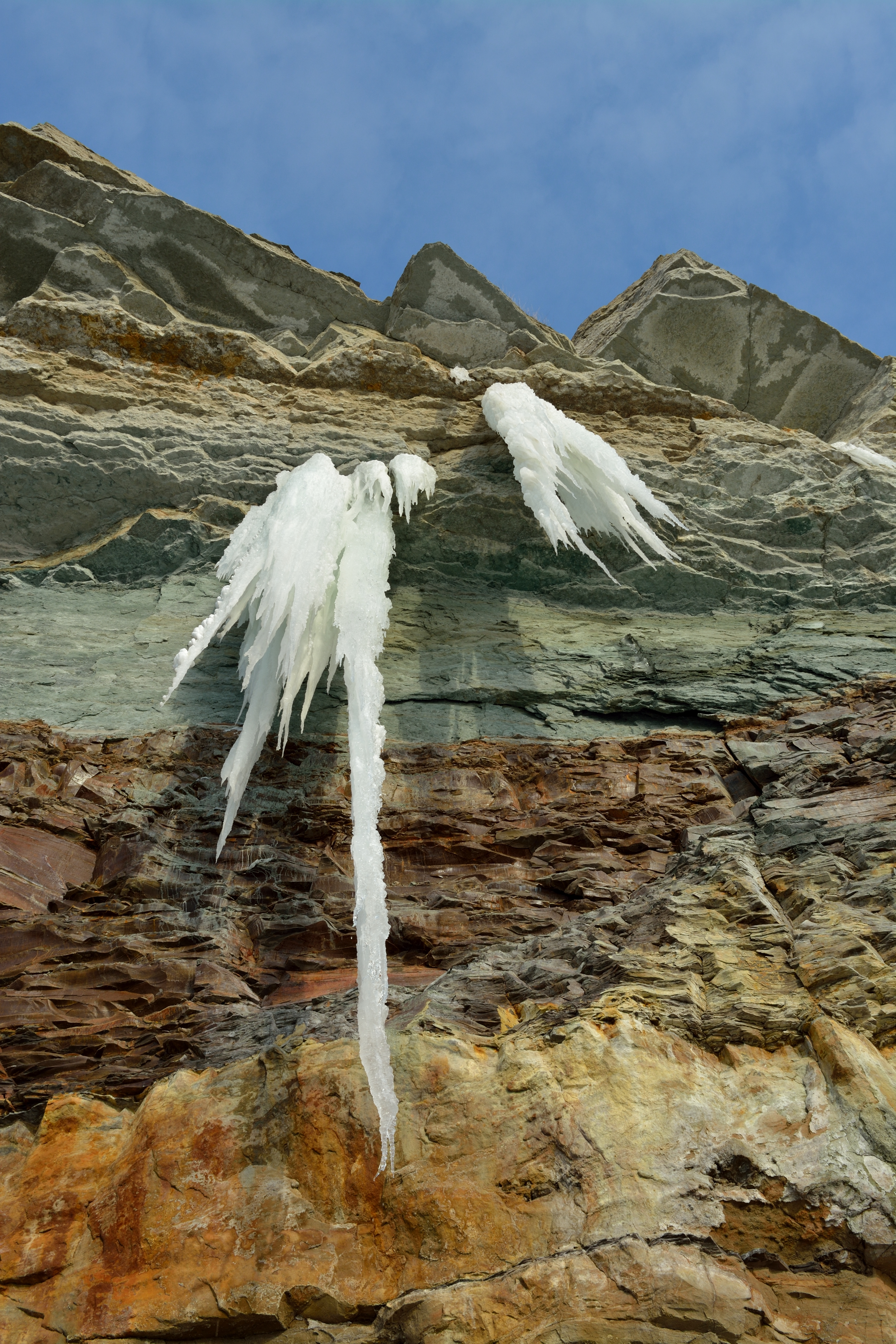
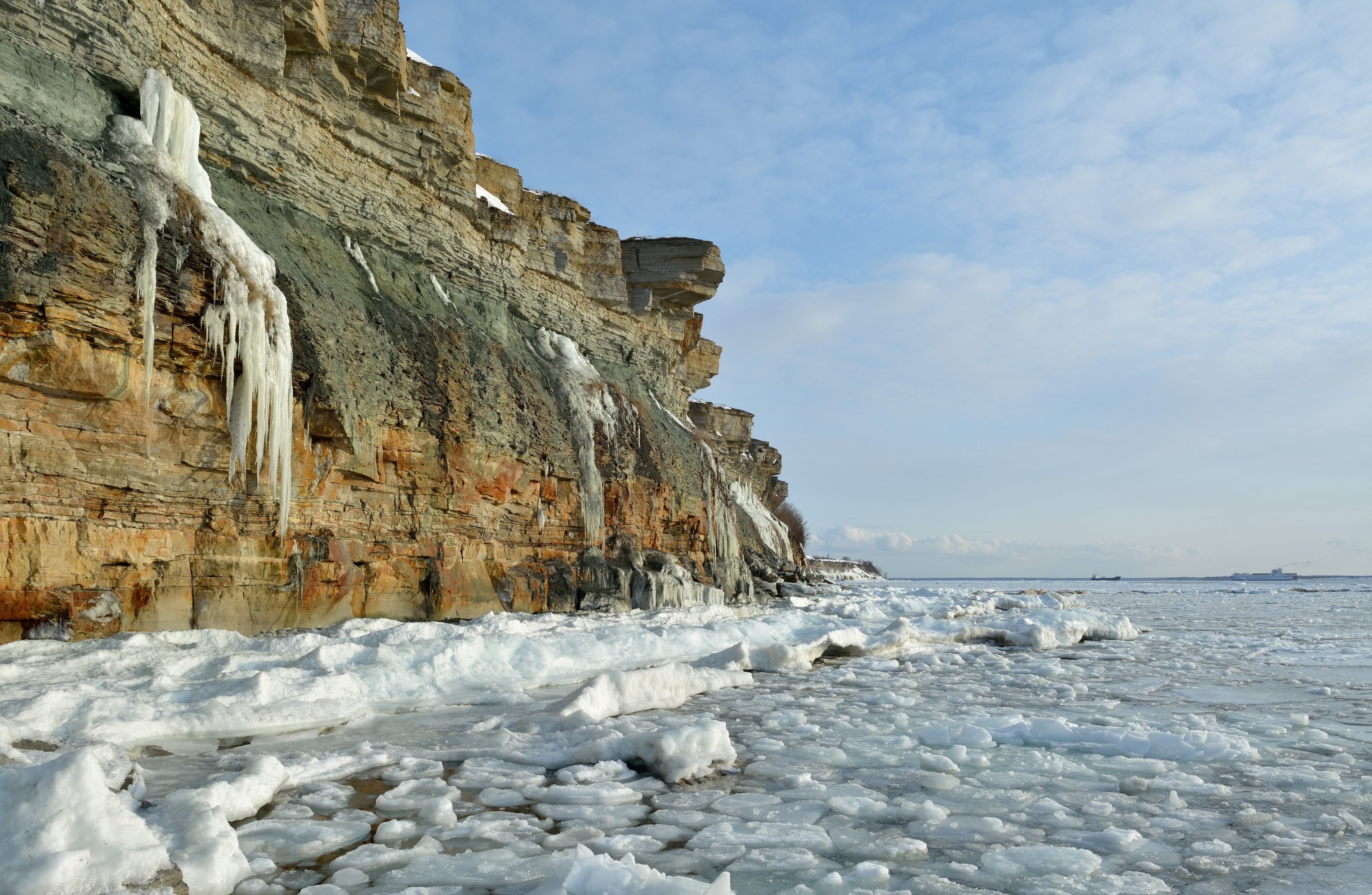
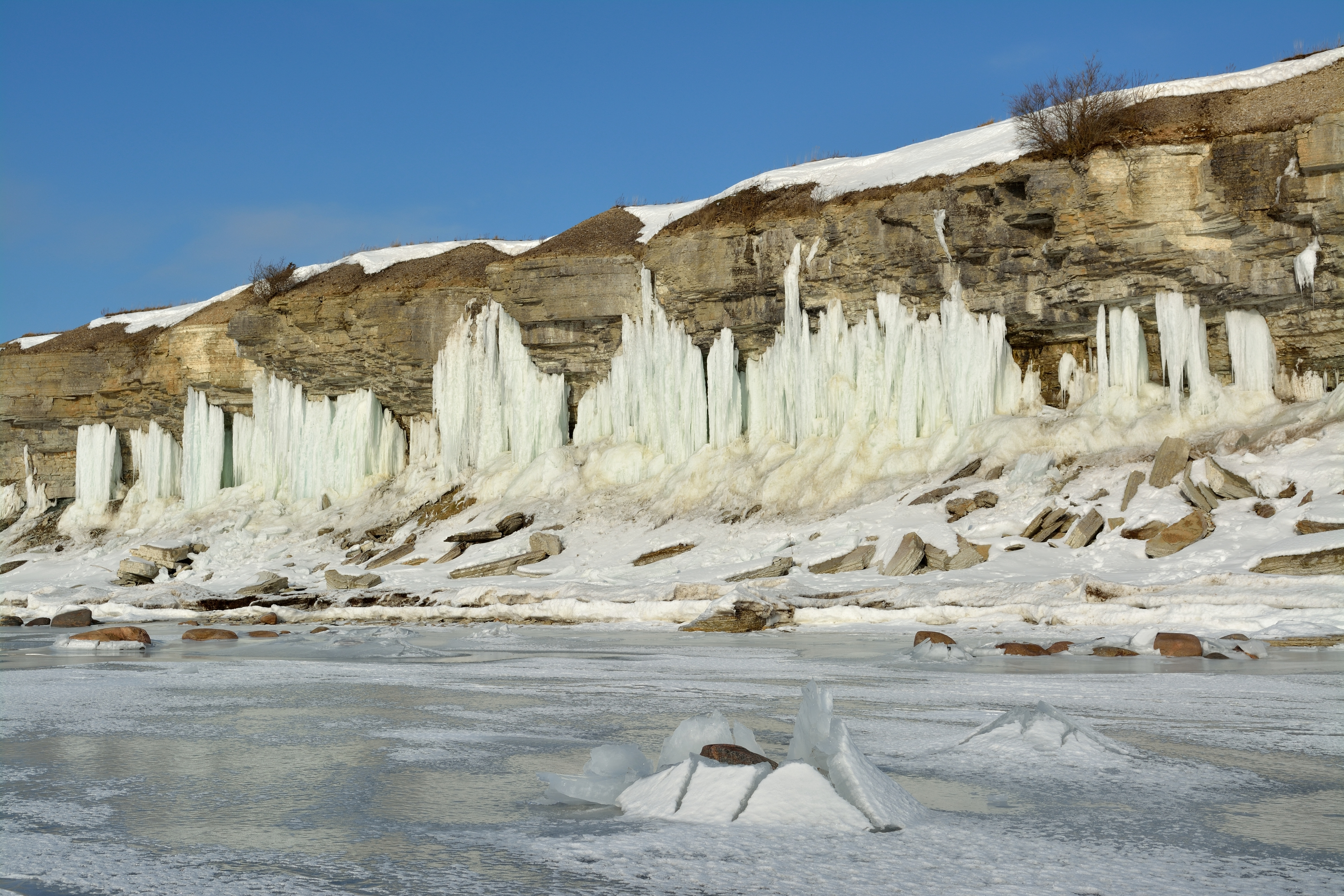
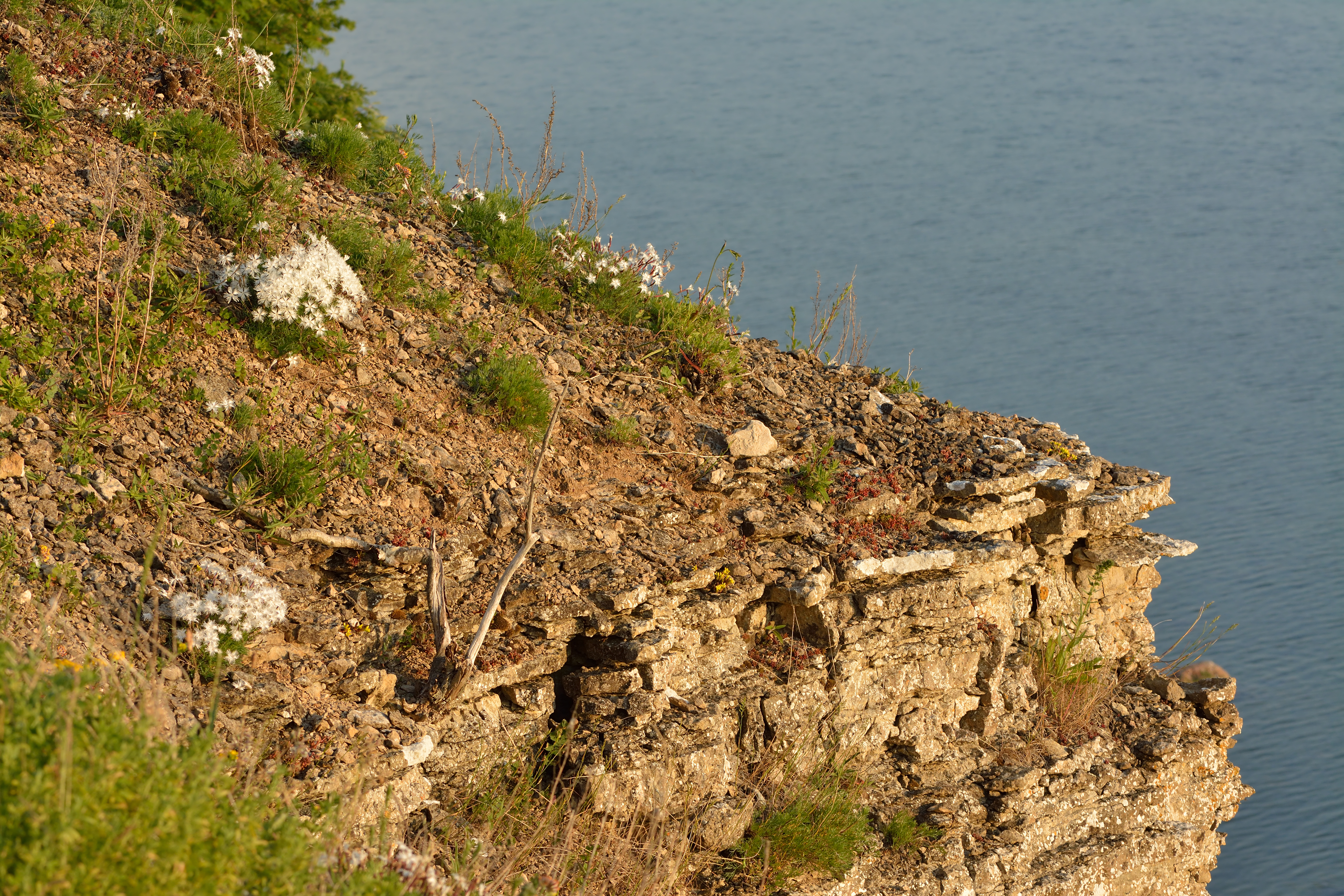
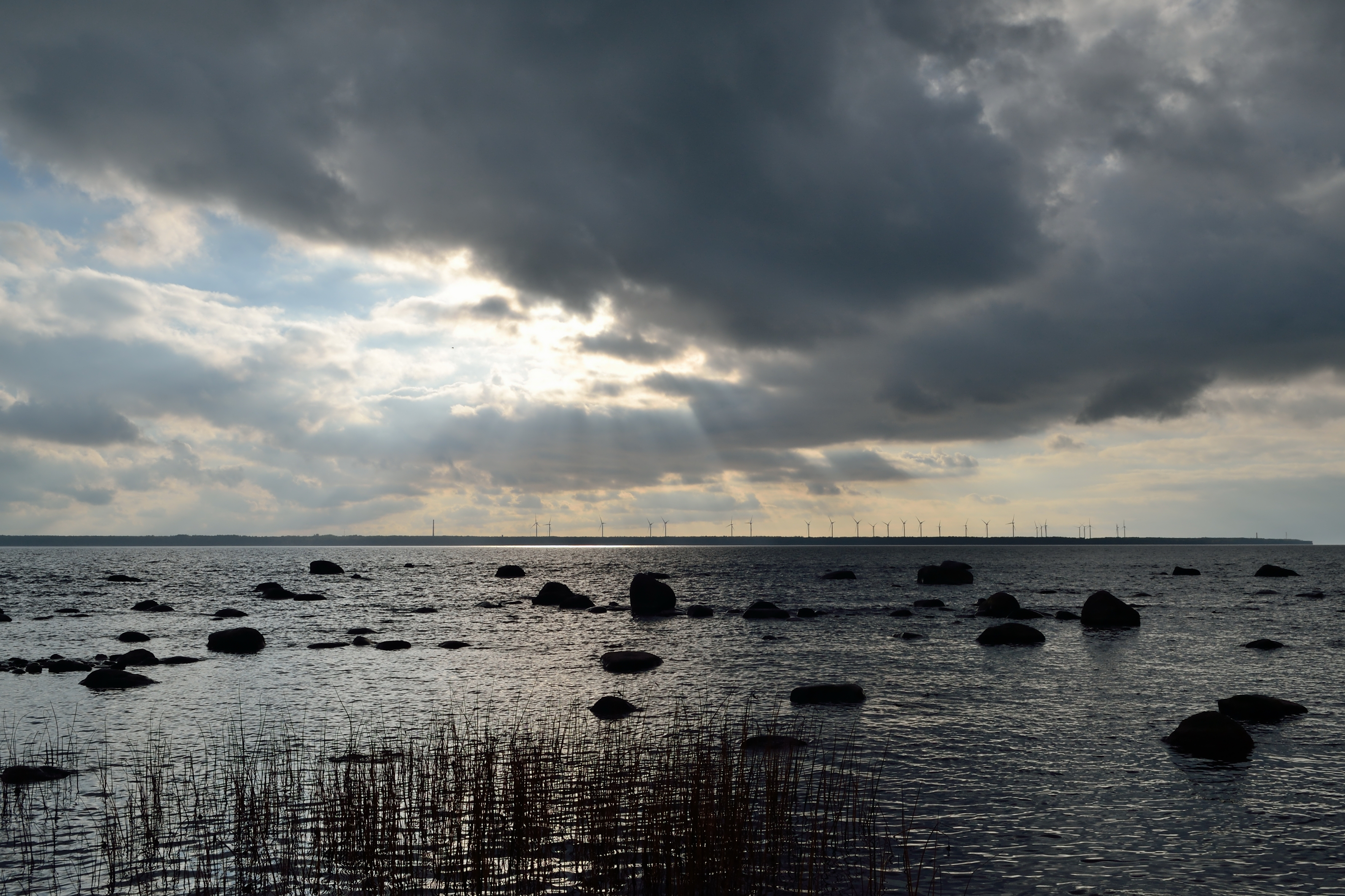

Packer (estniska: Pakri poolsaar) är en udde på Estlands nordkust mot Finska viken. Den ligger i kommunen Paldiski linn i Harjumaa, 40 km väster om huvudstaden Tallinn. Den ligger mellan vikarna Matsviken (Paldiski laht) och Lahepere laht. Halvöns nordspets är Packerort (Pakri neem).
Packer är 12 km lång och cirka 5 km bred och har en yta på cirka 40 km². Den högsta punkten sträcker sig 31 meter över havet och klinterna där formar Pakri pank. Utöver den finns också klinterna Lahepera pank, Leetse pank, Pakerordi pank, Uuga pank ja Paldiski pank på halvön. Pakri panks största stup är 25 meter högt. 
På Packer finns staden Paldiski (äldre svenska Rågervik), Packer fyr, och Packer vindpark. 
Inlandsklimat råder i trakten. Årsmedeltemperaturen i trakten är 5 °C. Den varmaste månaden är augusti, då medeltemperaturen är 16 °C, och den kallaste är januari, med −8 °C.